# シャルル＝フランソワ＝プロスペール・ゲラン
シャルル＝フランソワ＝プロスペール・ゲラン（Charles-François-Prosper Guérin、1875年2月21日 - 1939年3月19日）は、フランスの画家である。ポスト印象派の画家に数えられる。グランド・ショミエール芸術学校などの教授を務めた。

## 略歴
ヨンヌ県のサンスに公証人の息子に生まれた。パリのエコール・デ・ボザールでギュスターヴ・モローに学んだ。1910年にロンドンのGrafton Galleriesで開かれた、ポスト印象派を紹介する展覧会に出展し、評論家から好意的な評価を得た。
1907年から私立の美術学校、パレット・アカデミー(Académie de La Palette)で教えた。パレット・アカデミーにはアンリ・アイデン（Henri Hayden)が学んでいた。1913年にアカデミー・モデルヌ(Académie Moderne)やグランド・ショミエール芸術学校で教えた。ゲランに学んだ学生には、レーモン・デンドヴィーユ（Raymond Dendeville: 1901-1968)やジャン・エヴァン(Jean Even: 1910-1986)、ジャン・ドレヒュス＝スターン(Jean Dreyfus-Stern: 1890-1972)らがいる。
1919年にレジオンドヌール勲章（シュバリエ）を受勲した。

## 作品

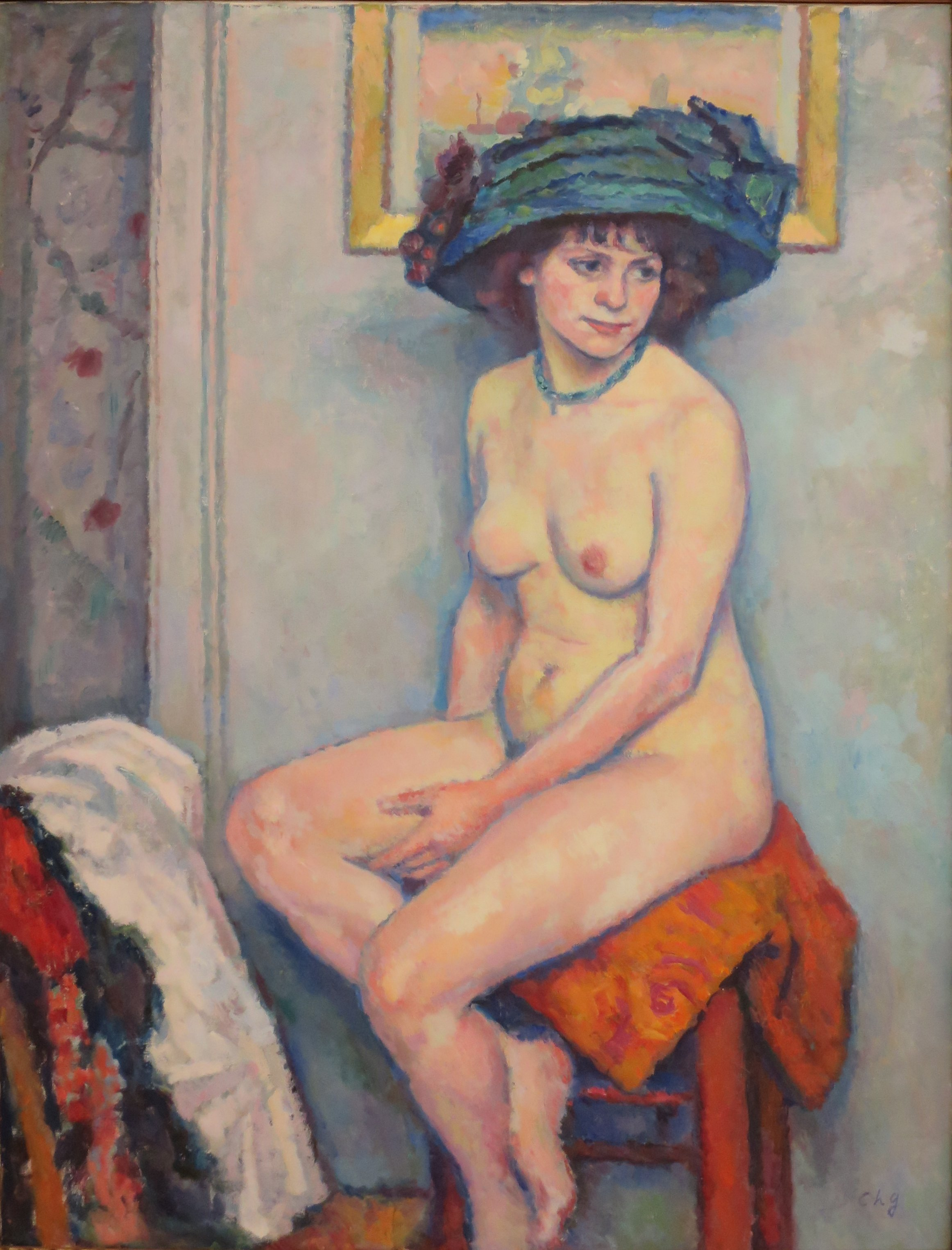
ヌード(1907)
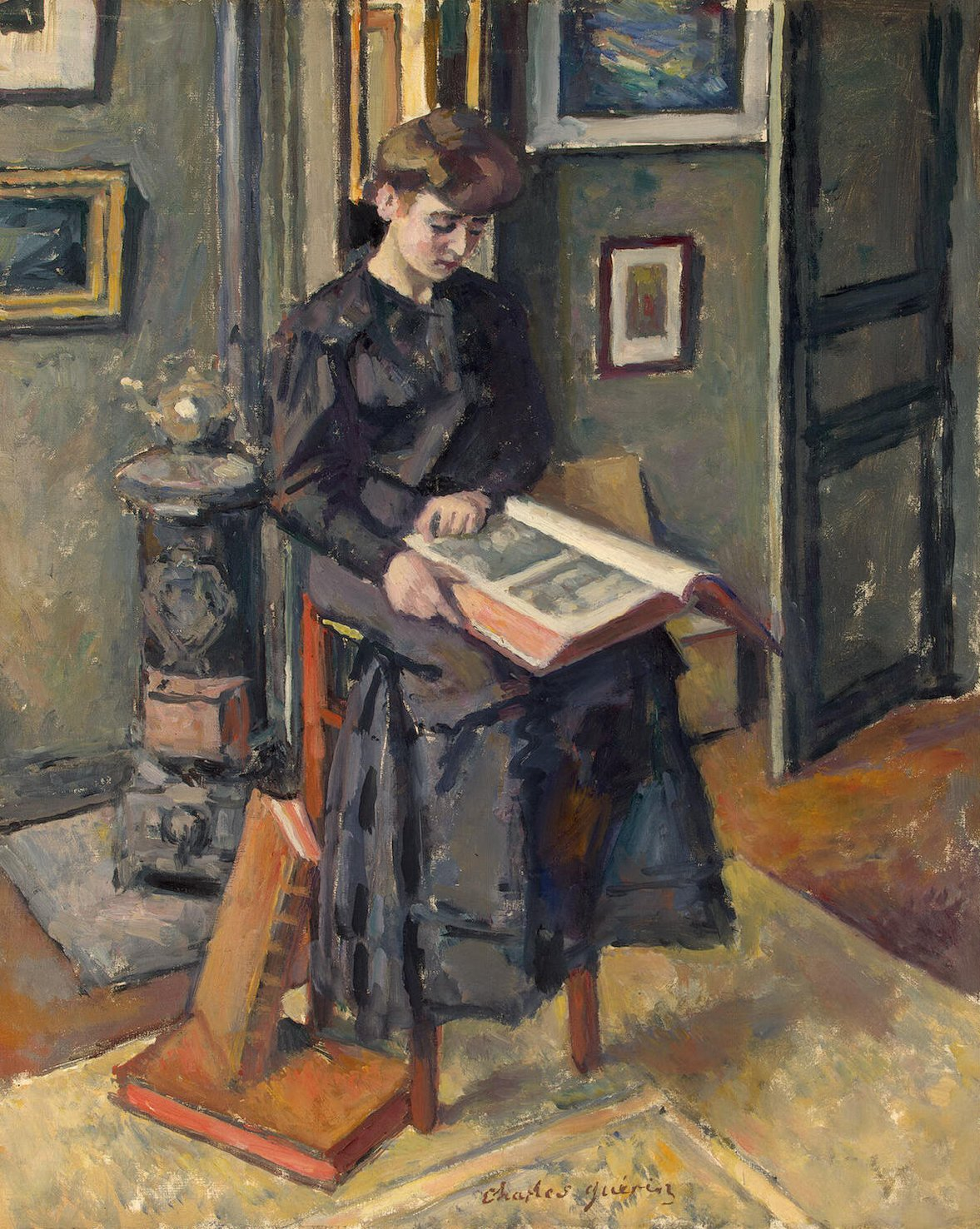
本を読む少女(1906)
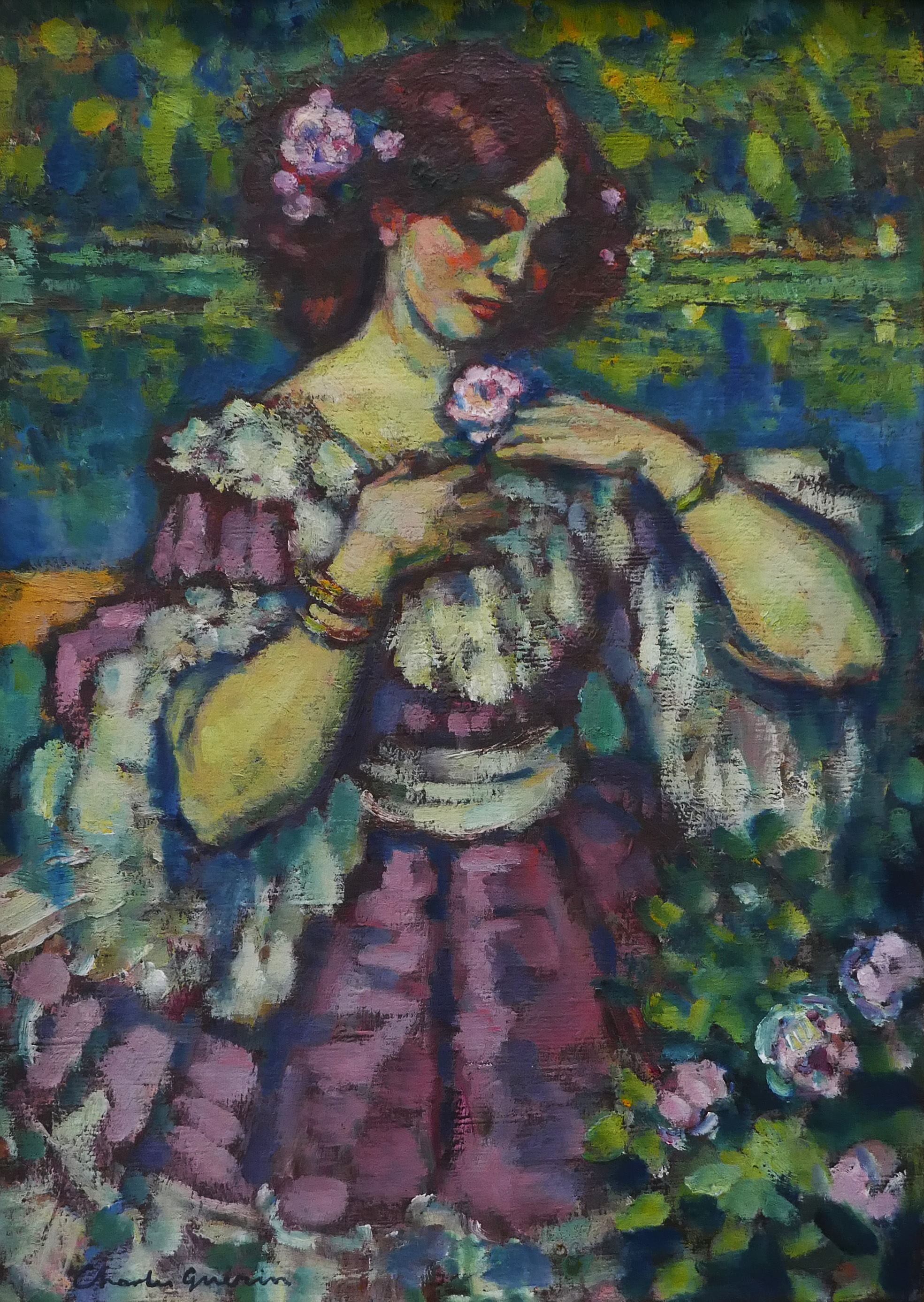
バラを持つ女性
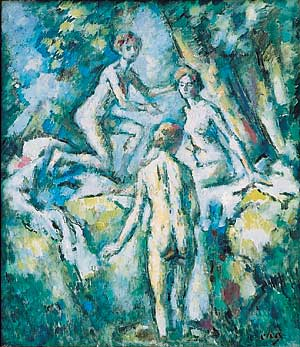
3人の水浴者